# Adolf Dörge
Adolf Dörge (* 25. Januar 1938; † 24. März 2012 in München) war ein deutscher Mediziner und Hochschullehrer für Physiologie.

## Leben
Nach dem Abitur absolvierte Dörge ein Studium an der Medizinischen Fakultät der Georg-August-Universität Göttingen und legte dort 1968 seine Promotion zum Dr. med. mit einer Dissertation zum Thema Änderung der renalen Ausscheidungsgrößen bei Elektrolyt- und Wasserverschiebung zwischen intra- und extrazellulärem Kompartiment vor.
Später übernahm er eine Professur für Physiologie an der Ludwig-Maximilians-Universität München und lehrte dort bis zu seiner Emeritierung. Dort leitete er zwischen 1999 und 2002 am Physiologischen Institut der LMU München ein Forschungsprojekt zum Thema Zelluläre Adaptationsprozesse und Elektrolyttransporte, das von der Deutschen Forschungsgemeinschaft (DFG) gefördert wurde. Durch das Projekt wurden zelluläre Anpassungsvorgänge, an denen zelluläre Elektrolyte beteiligt sind, durch Bestimmung der zellulären Elementkonzentrationen und der zellulären Aufnahme von Markerionen wie Brom und Rubidium mit Hilfe der Elektronenstrahlmikroanalyse näher charakterisiert.

## Schriften
- Änderung der renalen Ausscheidungsgrößen bei Elektrolyt- und Wasserverschiebung zwischen intra- und extrazellulärem Kompartiment, Dissertation, Georg-August-Universität Göttingen, 1968
- International Symposium on Epithelial Transport--Models, Tools, and Advances, Munich, November 26-28, 1984, Mitautor Klaus Thurau, Springer-Verlag New York Inc., 1985[2]
- Electron-Probe X Ray Microanalysis of Transepithelial Ion Transport, Mitautoren Franz-Xaver Beck, Roger Rick und Klaus Thurau. In: Annals of the New York Academy of Sciences, Dezember 1986, Nr. 483, S. 245–259[3]
- Electrolyte composition of renal tubular cells in gentamicin nephrotoxicity, Mitautoren Osamu Matsuda, Franz-X Beck, Adolf Dörge and Klaus Thurau. In: Kidney International, 1988, Nr. 33, S. 1107–1112[4]
- Transport Compartments in the Turtle Urinary Bladder An Electron Microprobe Analysis, Mitautoren Peter Buchinger, Franz-Xaver Beck, Roger Rick und Klaus Thurau. In: Annals of the New York Academy of Sciences, Dezember 1989, Nr. 574, S. 582–584[5]
- Identification of Acid-Base-Secreting Cells in Turtle Urinary Bladder by the Cellular Uptake of Br, Mitautoren Peter Fraunberger, Adolf Dörge, Franz X. Beck, Klaus Thurau. In: Cell Physiol Biochem, 1992, Nr. 2, S. 90–100[6]
- Na Transport in Rat Gastric Mucosa: An Electron Microprobe Analysis, Mitautoren Michael Fritzenwanger, Adolf Dörge, Franz Xaver Beck, Klaus Thurau. In: Cell Physiol Biochem, 1996, Nr. 6, S. 234–244[7]
- Adaptation of Madin-Darby canine kidney cells to hypertonic medium: An electron microprobe analysis, Mitautor Stefan Borgmann. In: Kidney International, 1998, Nr. 54, S. 133–135[8]
- Characteristics of sodium uptake across the basolateral membrane of oxyntic cells, Mitautoren Michael Fritzenwanger und Ines Heid. In: Kidney International, 1998, Nr. 54, S. 143–145[9]
- Intracellular Na concentration and Rb uptake in proximal convoluted tubule cells and abundance of Na/K-ATPase a1-subunit in NHE3-/- mice, Mitautoren Franz-Xaver Beck, Wolfgang Neuhofer, Adolf Dörge, Gerhard Giebisch, Tong Wang. In: Pflügers Archiv – European Journal of Physiology, 2003, Nr. 1, S. 100–105[10]